# راستی‌آزمایی

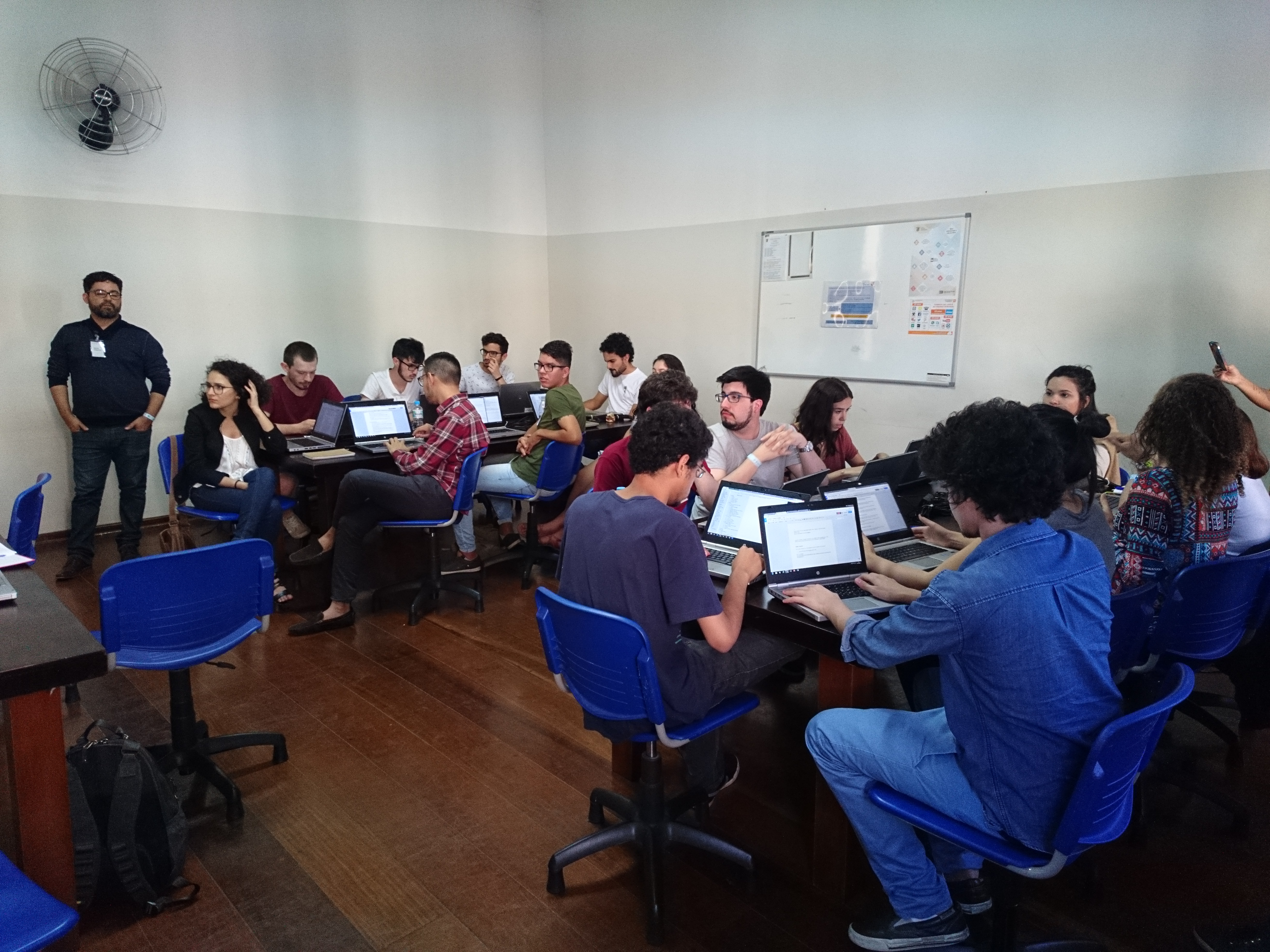
صحت سنجی یا درستی سنجی

صحت‌سنجی یا درستی‌سنجی (انگلیسی: Fact checking) به بررسی میزان صحت و اعتبارسنجی ادعاهای یک متن غیرداستانی با فکت‌ها و حقایق موجود گفته می‌شود. این عمل می‌تواند پیش یا پس از انتشار متن انجام شود.
درستی‌سنجی پیش از انتشار به منظور کاهش و حداقل‌سازی خطای متن انجام می‌شود. درستی‌سنجی پس از انتشار معمولاً توسط سازمان‌ها و مؤسسات مشخص با ارائهٔ گزارش میزان اشتباهات و نادرستی‌ها -گاه با استفاده از معیاری تصویری- انجام می‌شود.